# Скуби-Ду: Музиката на вампира
„Скуби-Ду: Музиката на вампира“ (на английски: Scooby-Doo! Music of the Vampire) е директно издаден на DVD анимационен филм от 2012 година, и е седемнадесетата част от директните издадени на видео филми на „Скуби-Ду“. Тази част е забележителна с това, че е първият от филмите, който е мюзикъл. Филмът е пуснат под наем чрез Amazon Video и iTunes на 22 декември 2011 г. Пуснат е на DVD и Blu-ray на 13 март 2012 г. , а по-късно е излъчен за първи път по Cartoon Network на 3 март 2012 г.

## В България
На 1 юни 2013 г. е излъчен по HBO.
През декември 2021 г. е излъчен по Картуун Нетуърк със синхронен дублаж.
| Роля     | Изпълнител     |
| -------- | -------------- |
| Шаги     | Георги Стоянов |
| Скуби-Ду | Георги Спасов  |
| Фред     | Кирил Бояджиев |
| Дафни    | Златина Тасева |
| Велма    | Татяна Етимова |

| Обработка              | Александра Аудио (2021) |
| ---------------------- | ----------------------- |
| Изпълнителен продуцент | Васил Новаков           |